# Rivière Shenley
Pour l’article homonyme, voir Shenley.
La rivière Shenley est un affluent de la rive ouest de la rivière Chaudière à Saint-Martin laquelle coule vers le nord pour se déverser sur la rive sud du fleuve Saint-Laurent. Elle coule dans les municipalités de Saint-Honoré-de-Shenley et de Saint-Martin, dans la municipalité régionale de comté (MRC) de Beauce-Sartigan, dans la région administrative de la Chaudière-Appalaches, au Québec, au Canada.

## Géographie
Les principaux bassins versants voisins de la rivière Shenley sont :
- côté nord : ruisseau Roy, ruisseau Dutil, rivière Pozer, rivière Chaudière
- côté est : rivière Chaudière
- côté sud : rivière de la Grande Coudée, rivière du Petit Portage ;
- côté ouest : rivière Toinon, Le Petit Shenley, Bras Saint-Victor.

La rivière Shenley prend ses sources de plusieurs tributaires qui drainent la zone au sud du lac Vaseux, au nord-est du village de Saint-Honoré-de-Shenley. Sa source est située à 3,6 km au nord-est du centre du village de Saint-Honoré-de-Shenley Shenley, à 2,5 km au nord de la route 269 et au sud du centre du village de Saint-Benoît-Labre.
À partir de sa source, la rivière Shenley coule sur 12,3 km répartis selon les segments suivants :
- 0,3 km vers le sud-est, jusqu'au 4e Rang Nord qu'elle coupe à 2,4 km au nord de la route 269 ;
- 3,5 km vers le sud-est, jusqu'à une ancienne route de campagne, qu'elle coupe à 0,9 km au sud de la route 269 ;
- 3,9 km vers le sud-est, jusqu'au 2e rang de Shenley Nord ;
- 4,6 km vers le sud-est, en traversant la route 269 et la 4e rue Ouest, jusqu'à sa confluence.

La rivière Shenley se déverse sur la rive ouest de la rivière Chaudière à Saint-Martin. Sa confluence se situe à 1,4 km en amont du pont du village de Saint-Martin et en aval du village de Saint-Gédéon-de-Beauce.

## Toponymie
Le toponyme "rivière Shenley" a été officialisé le 5 décembre 1968 à la Commission de toponymie du Québec.